# سس فان اسپن
سس فان اسپن (هلندی: Cees van Espen؛ زادهٔ ۲۸ مهٔ ۱۹۳۸) دوچرخه‌سوار اهل هلند است.
از باشگاه‌هایی که در آن رکاب زده‌است می‌توان به تیم دوچرخه‌سواری تلویزیر اشاره کرد.